# Цзянбэй (Чунцин)
Цзянбэ́й (кит. упр. 江北, пиньинь Jiāngběi, буквально: «к северу от реки») — район городского подчинения города центрального подчинения Чунцин (КНР).

## География
Район раскинулся вдоль северного берега реки Янцзы. Деловой центр расположен на месте слияния Янцзы и Цзялинцзян.

## История
При империи Цин в 1745 году был образован Цзянбэйский комиссариат (江北厅), подчинённый Чунцинской управе (重庆府). Когда после Синьхайской революции была образована Китайская республика, то в 1913 году территория, подчинённая комиссариату, была преобразована в уезд Цзянбэй. В 1933 году часть территории уезда Цзянбэй вошла в состав Чунцина, и была разделена на 9-й, 10-й и 16-й районы (оставшаяся часть уезда в 1997 году стала районом Юйбэй).
В 1950 году 9-й и 10-й районы были объединены, став 2-м районом Чунцина, а 16-й район был переименован в 7-й. В 1952 году 7-й район был присоединён ко 2-му району. В 1955 году 2-й район был переименован в район Цзянбэй.

## Административно-территориальное деление
Район Цзянбэй делится на 9 уличных комитетов и 3 посёлка:
Уличные комитеты
- Гоцзято (Guojiatuo, 郭家沱街道)
- Гуаньиньцяо (Guanyinqiao, 观音桥街道)
- Дашиба (Dashiba, 大石坝街道)
- Тешаньпин (Tieshanping, 铁山坪街道)
- Улидянь (Wulidian, 五里店街道)
- Хуасиньцзе (Huaxin Avenue, 华新街街道)
- Цзянбэйчэн (Jiangbeicheng, 江北城街道)
- Цуньтань (Cuntan, 寸滩街道)
- Шимахэ (Shimahe, 石马河街道)

Посёлки
- Убао (Wubao, 五宝镇)
- Фушэн (Fusheng, 复盛镇)
- Юйцзуй (Yuzui, 鱼嘴镇)

## Экономика
У слияния рек Янцзы и Цзялинцзян расположен центральный деловой район Цзянбэйцзуй, в котором сконцентрированы офисы банков и компаний. Также в районе находится Зона свободного торгового порта Чунцина (Chongqing Free Trade Port Zone) — крупный логистический, транспортный и внешнеторговый узел. 

### Торговля
В районе расположен крупнейший цветочный рынок города Ванхай. На его территории расположено множество магазинов и киосков, где торгуют цветами, деревьями бонсай, а также домашними животными.

## Транспорт
Грузовая железнодорожная станция Юйцзуй является важным сухим портом и логистическим узлом, из которого составы отправляются в Восточную и Западную Европу. Кроме того, отсюда контейнеры отправляются в порты Южного Китая и далее следуют в страны Юго-Восточной Азии.
Через территорию района проходят скоростная железнодорожная линия Чунцин — Ваньчжоу (Chongqing – Wanzhou intercity railway), а также 3-я, 4-я, 6-я, 9-я и 10-я линии Чунцинского метрополитена.

## Культура
В Цзяньэе расположен Чунцинский Большой театр, построенный в 2009 году. Рядом находится Чунцинский музей науки и технологии, также построенный в 2009 году.

## Спорт
В районе расположен стадион Янхэ на 32 тыс. мест. Он является домашней ареной футбольного клуба Чунцин Лянцзян Атлетик.